# Song Hồ
Song Hồ là một phường thuộc thị xã Thuận Thành, tỉnh Bắc Ninh, Việt Nam.

## Địa lý
Phường Song Hồ nằm ở trung tâm thị xã Thuận Thành, có vị trí địa lý:
- Phía đông giáp phường Hồ
- Phía tây giáp xã Đại Đồng Thành
- Phía nam giáp phường Gia Đông
- Phía bắc giáp huyện Tiên Du ranh giới tự nhiên là sông Đuống.

Phường có diện tích 3,71 km², dân số năm 2022 là 7.531 người, mật độ dân số đạt 2.029 người/km².

## Lịch sử
Vùng đất phường Song Hồ hiện nay vào đầu thế kỷ 19 là đất thuộc tổng Đông Hồ, huyện Siêu Loại, phủ Thuận An, trấn Kinh Bắc. Về sau, trấn Kinh Bắc đổi thành tỉnh Bắc Ninh, phủ Thuận An đổi thành phủ Thuận Thành nên tổng Đông Hồ thuộc huyện Siêu Loại, phủ Thuận Thành, tỉnh Bắc Ninh. Tổng Đông Hồ gồm các làng xã cổ là: Đông Hồ (tên nôm là làng Mái), Tú Khê, Xuân Tú, Cẩm Tháp, Đạo Tú. Về sau có thời kỳ, Đông Hồ và Tú Khê hợp thành Đông Khê, Xuân Tú và Cẩm Tháp hợp thành Tú Tháp.
Sau Cách mạng Tháng Tám năm 1945, chính quyền mới chia vùng đất tổng Đông Hồ thành ba xã: Tú Hồ (gồm các làng: Đông Hồ, Tú Khê, Đạo Tú, Xuân Tú và Tú Tháp), Bắc Hồ (gồm các làng: Trương Xá, Lạc Thổ, Lạc Đạo), Đông Côi (gồm các làng: Cả, Lẽ và ấp Đông Côi). Ngày 9 tháng 2 năm 1966, hai xã Bắc Hồ và Tú Hồ hợp nhất thành xã Song Hồ theo Quyết định số 34-NV của Bộ trưởng Bộ Nội vụ.
Ngày 18 tháng 2 năm 1997, Chính phủ ra nghị định thành lập thị trấn Hồ trên cơ sở 261,45 ha diện tích tự nhiên và 4.988 người của xã Song Hồ, 223,36 ha diện tích tự nhiên và 3.009 người của xã Gia Đông.
Sau khi điều chỉnh địa giới hành chính, xã Song Hồ còn lại 375,80 ha diện tích tự nhiên và 6.106 người.
Ngày 13 tháng 2 năm 2023, Ủy ban Thường vụ Quốc hội ban hành Nghị quyết số 723/NQ-UBTVQH15 (nghị quyết có hiệu lực từ ngày 10 tháng 4 năm 2023). Theo đó, thành lập thị xã Thuận Thành và thành lập phường Song Hồ thuộc thị xã Thuận Thành trên cơ sở toàn bộ 3,71 km² diện tích tự nhiên, 7.531 người của xã Song Hồ.

## Văn hóa
Phường Song Hồ vốn nổi tiếng với dòng tranh dân gian Đông Hồ ở làng Đông Hồ và nghề sản xuất chất điệp truyền thống ở làng Đạo Tú cung cấp cho làng Đông Hồ. Tại làng Hồ còn có chợ Hồ, một trung tâm mua bán giấy lớn đầu thế kỷ 20. Ngày nay, nghề làm tranh dân gian đã bị mai một, dân làng Đông Hồ chủ yếu chuyển sang làm nghề làm hàng vàng mã.

## Đường phố chính
- Đường Âu Cơ
- Phố Nguyễn Chí Tố
- Đường Phố Hồ - Á Lữ
- Đường Đê Đại Hà
- Đường trục Lạc Hoài
- Đường trục Đạo Tú
- Đường trục Đông Hồ
- Đường trục Đông Khê
- Đường trục Tú Tháp
- Đường nội bộ các ĐTM DABACO, Vũ Kiệt...